# Parapallene avida
Parapallene avida är en havsspindelart som beskrevs av Stock, J.H. 1973. Parapallene avida ingår i släktet Parapallene och familjen Callipallenidae. Inga underarter finns listade i Catalogue of Life.